# 技研コンサル
技研コンサル株式会社（ぎけんコンサル）は、群馬県前橋市に本社を置く建設コンサルタント会社。

## 沿革
- 1965年（昭和40年）7月31日 - 技研測量設計株式会社として設立[2]
- 1994年（平成6年）5月 - 代表取締役社長嶋田仁（当時）が社団法人群馬県測量設計業協会第4代会長に就任[3]
- 2001年（平成13年）3月 - ISO 9001認証登録
- 2002年（平成14年）5月 - 代表取締役社長嶋田仁（当時）が社団法人群馬県測量設計業協会名誉会長に就任[3]
- 2013年（平成25年）10月2日 - 技研コンサル株式会社へ社名変更[2]
- 2015年（平成27年）7月31日 - 創立50周年[2]
- 2018年（平成30年）5月 - 代表取締役社長嶋田大和が一般社団法人群馬県測量設計業協会第9代会長に就任[3]
- 2022年（令和4年）5月16日 - 本社移転[4]

## 主な営業種目
- 建設コンサルタント
- 測量
- 空中写真測量
- 補償コンサルタント
- 都市計画
- 地盤・環境調査
- 埋蔵文化財調査
前橋市土地区画整理事業に伴う「元総社蒼海遺跡群」、「南部拠点地区遺跡群№９」、「六供遺跡群№８」など、数多くの発掘調査報告書の編集機関となっている。[5]
- 地理情報システム
- デジタルサービス

## 事業所
- 本社 - 群馬県前橋市国領町
- 荒牧ビル - 群馬県前橋市荒牧町
- 吾妻営業所 - 群馬県吾妻郡東吾妻町
- 渋川営業所 - 群馬県渋川市
- 太田営業所 - 群馬県太田市
- 高崎営業所 - 群馬県高崎市
- 安中営業所 - 群馬県安中市
- 東京事務所 - 東京都品川区